# Reach for the SKY
Pour les articles homonymes, voir Reach for the Sky.
Pour plus de détails, voir Fiche technique et Distribution.
Reach for the SKY est un film belgo-sud-coréen réalisé par Choi Woo-young et Steven Dhoedt, sorti en 2015.

## Synopsis
En suivant trois étudiants, le film s'intéresse au système éducatif sud-coréen et plus particulièrement au suneung, examen dont les résultats déterminent l'accès aux grandes universités du pays composant l'acronyme SKY : l'université nationale de Séoul, l'université de Corée et l'université Yonsei.

## Fiche technique
- Titre : Reach for the SKY
- Réalisation : Choi Woo-young et Steven Dhoedt
- Scénario : Steven Dhoedt
- Musique : Regina To-lok Yan
- Photographie : Steven Dhoedt
- Montage : Gert van Berckelaer
- Production : Steven Dhoedt, Sinae Ha et Gert van Berckelaer
- Société de production : Boda Media Group et Visualantics
- Pays :  Belgique et  Corée du Sud
- Genre : Documentaire
- Durée : 90 minutes
- Dates de sortie : 
  - Corée du Sud : octobre 2015